# Bitwa pod Tuliłowem
Bitwa pod Tuliłowem – bitwa stoczona w okolicach wsi Tuliłów pod Międzyrzecem Podlaskim pomiędzy wojskami rosyjskimi i austro-węgierskimi podczas I wojny światowej w dniach 14–16 sierpnia 1915 roku.
Wojska rosyjskie w pośpiechu uciekały z Mazowsza na wschód za rzekę Bug. Po 27 sierpnia 1915 roku również armia austriacka otrzymała rozkaz wycofania się międzyrzecczyzny do Brześcia Litewskiego.
Z powodu konieczności błyskawicznego przegrupowania wojsk oraz dużych upałów ciała zabitych żołnierzy pogrzebano na miejscu ich śmierci, a niektóre zostawiano nawet bez pochówku. Nadciągające wojska niemieckie po austriackich utworzyły cmentarz w miejscu najcięższych walk.